# Treasure Mountain
Der Treasure Mountain ist ein 4125 Meter hoher Gipfel der Elk Mountains in Colorado (USA). Ursprünglich war der Gipfel als Citadel Mountain bekannt. Seinen heutigen Namen erhielt er aufgrund einer folkloristisch beschriebenen fehlgeschlagenen Expedition. Einer Legende zufolge befindet sich dort ein verlorener französischer Goldschatz.

## Umgebung
Der Gipfel ist Teil der 1980 eingerichteten Raggeds Wilderness und befindet sich etwa acht Kilometer südöstlich der Stadt Marble. Gemeinsam mit dem nur wenige Meter kleineren und sehr ähnlich benamten Treasury Mountain bildet er ein Massiv. An den südlichen Hängen des Berges befindet sich eine Reihe von Seen, die sogenannten Yule Lakes. Allein in diesem Bundesstaat existieren noch zwei weitere, kleinere Gipfel mit demselben Namen. Geht man von der Schartenhöhe aus, so liegt der Treasure Mountain auf der Liste der höchsten Gipfel in Colorado an 25. Stelle.

## Geologie

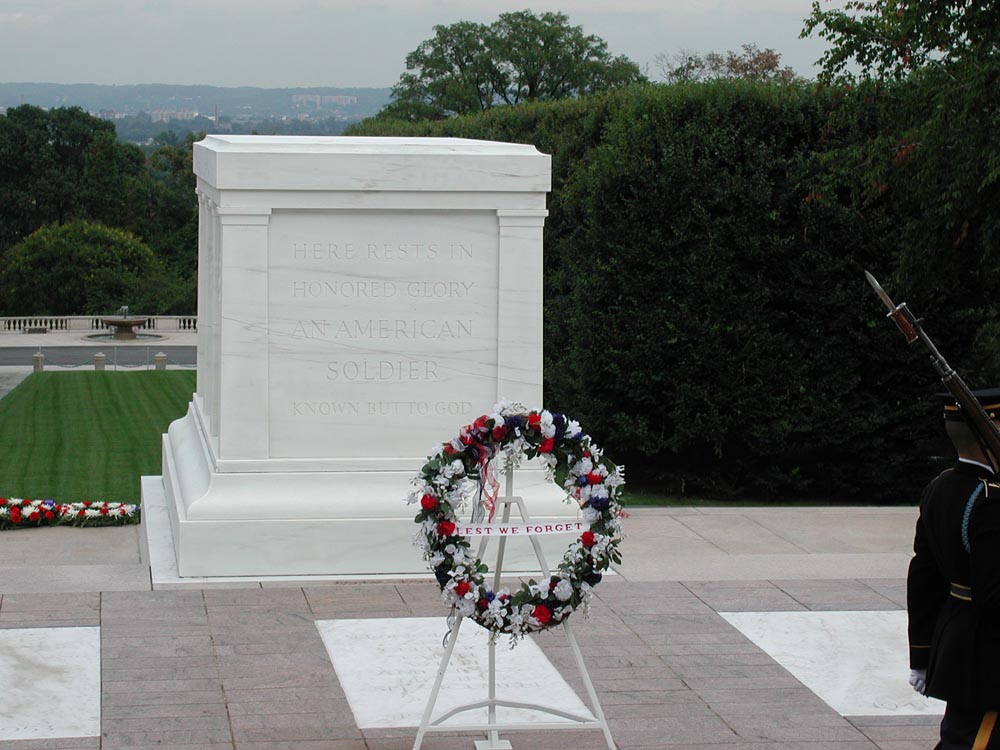
Grabmal des unbekannten Soldaten in Arlington, bestehend aus Marmor vom Treasure Mountain.

Die Elk Mountains haben ihren Ursprung in der sogenannten Laramischen Gebirgsbildung. Diese begann während der Oberkreide vor etwa 80 Millionen Jahren und dauerte für etwa 40 Millionen Jahre bis in das Zeitalter des Eozän an. Während des Tertiär formte sich aus carbonatreichen Gesteinen durch Gesteinsmetamorphose ein für den Berg charakteristischer Marmor.
Der Marmor wird in einem Steinbruch an der Nordwestseite des Berges abgebaut und wurde für einige prominente Bauwerke verwendet. So bestehen etwa die Außenseite des Lincoln Memorial in Washington D.C. und das Grab des unbekannten Soldaten auf dem Arlington National Cemetery aus Marmor vom Treasure Mountain.

## Namensgebung und angeblicher Schatz
Der ursprüngliche Name des Gipfels lautete Citadel Mountain, wurde jedoch Mitte des 19. Jahrhunderts in das heutige Treasure Mountain geändert. Hintergrund dieser Änderung war eine französische Expedition aus dem Jahr 1791, die laut einer örtlichen Legende eine erhebliche Menge Gold gefunden haben soll, dieses jedoch auf Grund der politischen Gegebenheiten zu der Zeit nicht ohne Weiteres nach Frankreich ausführen konnte. Die Geschichte besagt weiter, dass das Gold daraufhin am Citadel Mountain zurückgelassen und versteckt wurde. Tatsächlich gesichert sind die Existenz einer Karte aus der Zeit der Expedition und ein alter Minenschacht, von dem behauptet wird, dass er bei der französischen Expedition gegraben wurde. Trotz ausgiebiger Suchen konnte jedoch nie irgendwelches Gold gefunden werden.